# Club Deportivo y Social Santa Rita
Club Deportivo y Social Santa Rita is een voetbalclub uit Vinces, Ecuador, die uitkomt in de op twee na hoogste divisie van het Zuid-Amerikaanse land, de Segunda Categoría. De club werd opgericht op 19 oktober 1963 en speelt zijn thuiswedstrijden in het Estadio Municipal 14 de Junio. 

## Bekende (oud-)spelers
- Raúl Avilés
- Luis Capurro
- Carlos Luis Morales
- Wagner Rivera